# Kachhla
Kachhla là một thị xã và là một nagar panchayat của quận Budaun thuộc bang Uttar Pradesh, Ấn Độ.

## Nhân khẩu
Theo điều tra dân số năm 2001 của Ấn Độ, Kachhla có dân số 7837 người. Phái nam chiếm 56% tổng số dân và phái nữ chiếm 44%. Kachhla có tỷ lệ 30% biết đọc biết viết, thấp hơn tỷ lệ trung bình toàn quốc là 59,5%: tỷ lệ cho phái nam là 40%, và tỷ lệ cho phái nữ là 18%. Tại Kachhla, 21% dân số nhỏ hơn 6 tuổi.